# 2010年ストックホルム爆破事件
2010年ストックホルム爆破事件（2010ねんストックホルムばくはじけん）は、スウェーデンの首都ストックホルムの繁華街で発生した自爆テロ事件である。
スウェーデン・テレビによれば北欧諸国での自爆テロは史上初であった。

## 概要
2010年12月11日午後4時48分、ストックホルム市内でも有数のショッピングストリートであるドロットニングガータン通り近くの商業施設に停車中のアウディ・80ステーションワゴンが爆発、車内にいた2人が軽傷を負った。その直後に数百ヤード離れた路上で別の車に乗った男が自爆、男は死亡した。この日はクリスマスセール商戦の初日であり多くの買い物客でにぎわっていた。爆発が起きた路上はノーベル賞授賞式が行われた会場の近くで、前日化学賞授賞式が行われたばかりだった。

### 捜査
スウェーデンのカール・ビルト外務大臣は「爆発はテロだった」とTwitter上で声明を発表し、なんらかの手違いで標的に到着する前に誤って爆発した可能性があると見て捜査した。
12日夜、スコットランドヤードは死亡した犯人が1-2年前に住んでいたロンドン北部ルートンの犯人宅を反テロリズム法に基づき家宅捜索した。

### 容疑者
消息筋によれば、男の名はタイムール・アブデル・ワハブ、28歳でバグダード生まれのイラク系スウェーデン人であった。1992年にスウェーデンに移住、ベッドフォードシャー大学に2001年から2004年まで留学して理学療法を学ぶ。卒業後結婚し妻子4人とイギリスで暮らしていた。
モスクでは過激に歪んだ極端な思想を唱えていたという。
スウェーデン通信には爆発の10分ほど前に「我々の兄弟姉妹、我々の子どもたちは死につつある。諸君の子どもたち、娘たち、姉妹たちも死ぬだろう」といったメッセージが届いていた。
シュムク・イスラームは「われらが兄弟はストックホルムにおける作戦で殉死を遂げた」とする文書をサイト上に掲載している。

### 電子メールでの脅し
犯人のタイムール・アブデル・ワハブは警察に送った電子メールでスウェーデン軍のアフガニスタン駐留やムハンマドを犬に模した風刺画を制作したスウェーデンの芸術家、ラーシュ・ビルクスを非難していた。